# Tête de Moine

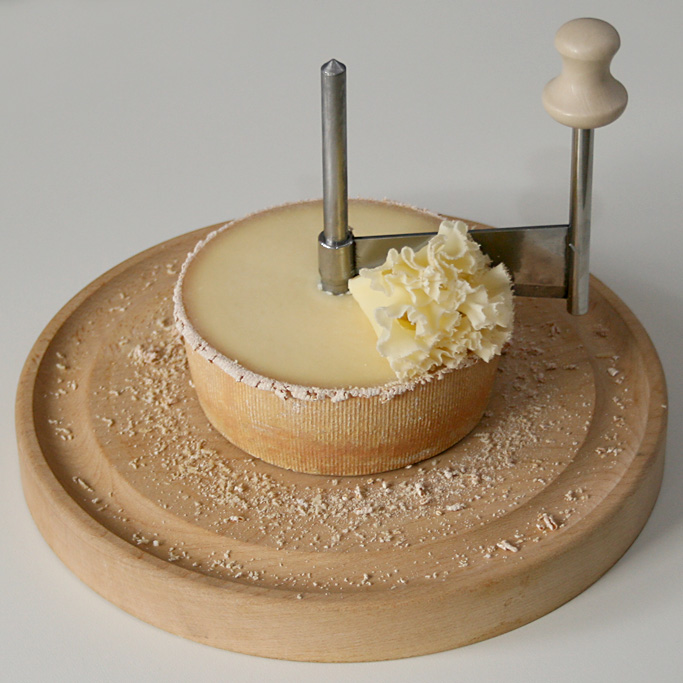
Girolle med Tête de Moine och en skavd "rosett"

Tête de Moine (/tɛt də mwan/, franska för munkhuvud) är en halvhård kittost med kryddig smak som tillverkas av opastöriserad komjölk i kantonerna Jura och Bern i de schweiziska Jurabergen.

## Osten
Ostarna är cylindriska, har en diameter mellan 10 och 15 centimeter och väger mellan 0.7 och 2 kg. Fetthalten är 52+ eller 32%. Bortsett från kittets arom skall ostens arom påminna om svamp och smaken om hö. Ursprungsbeteckningen Tête de Moine, Fromage de Bellelay AOP är skyddad. År 2006 tillverkade 9 ysterier 2 064 ton ost, varav drygt hälften exporterades.

## Tillverkning
Råmjölken, som kommer från kor som inte utfodrats med ensilage, värms till 38°C, varefter löpe tillsätts. I samband med brytningen värms osten till minst 46°C. Efter pressning och saltning lagras ostarna minst 75 dagar på hyllor av granträ i fuktiga, kalla källare. Under denna tid bestryks de regelbundet med saltlake och en rödkittskultur (Brevibacterium linens) liknande den som används vid tillverkning av Munsterost.

## Konsumtion
Osten äts traditionellt inte i bit, utan skavd eller hyvlad i tunna skivor. Sedan Girolle, en sorts hyvel som skaver ost till dekorativa rosetter, uppfanns år 1981, har osten blivit omtyckt i stora delar av Schweiz. Den serveras bland annat till pinnmat.

## Historia

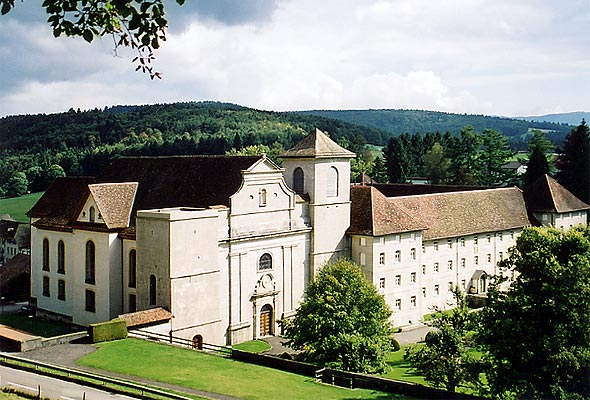
Bellelays klosterkyrka, numera museum och utställningslokal

Ostens ursprung tros vara Bellelays kloster i nuvarande kommunen Saicourt i Berner Jura, som tillverkade ost redan under medeltiden. Kunnandet att tillverka ost med löpe kom från Gruyère, men tros inte ha nått Bellelay före år 1500. Ostens namn är känt sedan 1793-94, och kan betyda att klostret lagrade in en ost per munk. Bellelay plundrades 1797 och tillverkningen flyttade till de omgivande bondgårdarna. Osten premierades vid "Concours Universal" i Paris 1856 och senare vid schweiziska lantbruksutställningar.